# 伊日·普日夫拉茨基
伊日·普日夫拉茨基（捷克語：Jiří Přívratský，2001年3月13日—），捷克男子射击运动员，2023年欧洲运动会男子50米步枪三姿、男子50米步枪三姿团体银牌得主和男子10米气步枪铜牌得主、2023年世界射击锦标赛男子10米气步枪团体银牌得主。